# Bee Taechaubol
Bee Taechaubol es un magnate multimillonario tailandés, nacido en una familia de inversionistas ricos. A los 14 años comenzó a trabajar como lavaplatos en un restaurante de su familia en Australia. A los 16 años inicia el negocio del mercado inmobiliario y obtiene excelentes ganancias con su empresa en línea.
En 1997 estalló la crisis en el sudeste asiático y su familia estaba muy endeudada. Obtiene un título en ingeniería civil en la Universidad de Nueva Gales del Sur en Australia y una maestría en Administración de Empresas en la Escuela de Negocios Sasin, en Bangkok, de donde regresó con sólo 2.000 dólares australianos en el bolsillo. Comenzó a trabajar en diferentes empresas y estuvo involucrado en varios negocios.
Además de ser director general del Thai Prime Fund (fondo de inversión tailandés, una empresa que se ocupa de capital privado (compra de acciones de sociedades no cotizadas en la bolsa de valores con potencial de crecimiento para reventa), es miembro del consejo de administración de la empresa inmobiliaria Grupo de Desarrollo de Landmark, de Bangkok.
Asimismo posee bienes raíces y propiedades en Asia y Australia, y coordina la preparación de los GLS (Global Series Legends, una gira de partidos con algunos de los campeones más famosos en el mundo, como Shevchenko,  Nesta,  Seedorf,  Kluivert y  Cannavaro).
Casado y con dos hijos, tiene una fortuna estimada en $ 1,2 mil millones (de dólares).
Taechaubol subió a los titulares de todo el mundo cuando, en julio de 2015, negoció el 48% del  AC Milan, propiedad de Silvio Berlusconi, mediante una compleja negociación desarrollada entre abril y mayo de 2015 las negociaciones fueron terminadas sin éxito.